# Opuklina (wada drewna)
Opuklina – specyficzny przypadek wady drewna z grupy zgnilizn, polegający na uszkodzeniu przez grzyby słoja lub kilku słoi rocznych. Powstała wada przypomina pęknięcie okrężne (drewno zgniłe bardziej się kurczy). Może powstać w wyniku zakażenia wewnętrznego bielu.